# خورخي أغيلار
خورخي أغيلار (بالإسبانية: Jorge Aguilar) مواليد 8 يناير 1985 في سانتياغو، هو لاعب كرة مضرب تشيلي سابق بدأ مسيرته كمحترف سنة 2003 وكان يلعب باليد اليمنى، اعتزل اللعب في 10 أكتوبر 2015. أعلى تصنيف له في الفردي كان المركز الـ 167 في سنة 2010. أعلى تصنيف له في الزوجي كان المركز الـ 170 في سنة 2011.

## روابط خارجية
- خورخي أغيلار على موقع رابطة محترفي التنس (الإنجليزية)
- خورخي أغيلار على موقع الاتحاد الدولي لكرة المضرب (الإنجليزية)
- خورخي أغيلار على موقع كأس ديفيز (الإنجليزية)
- خورخي أغيلار على موقع خلاصة التنس.كوم (الإنجليزية)
- خورخي أغيلار على موقع إي إس بي إن.كوم (الإنجليزية)